# ペサッチ・ウォリッキ
ペサッチ・ウォリッキ（Rabbi Pesach Wolicki　ヘブライ語: פסח ווליצקי ; 1970年2月5日- ）またはペイサーク・ウォリッキは教育者、作家、講師、演説者などとして活動するユダヤ教のラビ。2003年から2015年までカナダのイェシーバー(Yeshivat Yesodei HaTorah)で学長を務め、2015年から2019年までユダヤ教とキリスト教の理解と協力のためのセンター(CJCUC)の副理事を務めた。彼はエルサレム・ポスト紙、タイムズ・オブ・イスラエル誌、カリスマ・ニュース誌、Breaking News Israel誌のコラムニストであり、ユダヤ教-キリスト教間の宗教関係において忌憚のない意見を述べる人物として知られている。

## 経歴
ペイサーク・ウォリッキは1970年2月5日、オハイオ州で母マーシャ(旧姓デュボウ)とラビである父ジェローム・B・ウォリッキの間に生まれた。幼児期、彼はカナダに住んでいた  

### 教育
ウォリッキはイスラエル南部のイェシーバー(Yeshivat Kerem B'Yavneh)で教育を受け、後にコーレール(Darche Noam Kollel)でフェローになった。彼はエルサレムの首席ラビよりラビの叙階 (Semikhah) を授かった。

### キャリア

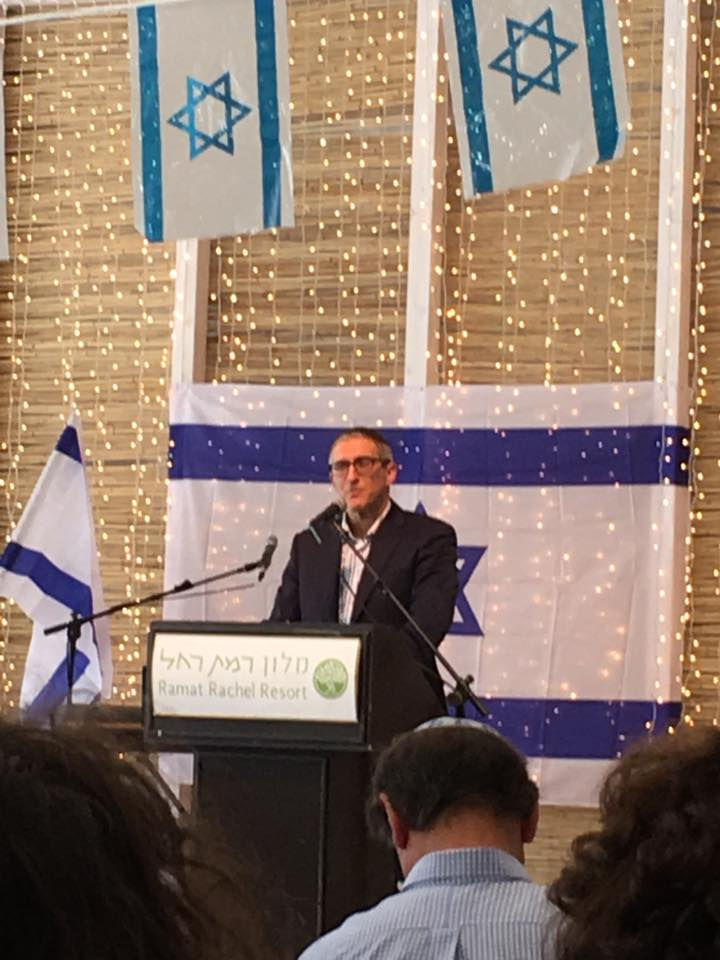
イスラエル東部のキブツ(Ramat Rachel)で開催された、賞賛の日と呼ばれるイスラエル独立記念日の主要式典で講演するラビのウォリッキ。2017年5月2日

ウォリッキはバージニア州にあるシナゴーグ(Adath Jeshurun Orthodox)で講壇ラビを務め、フェアフィールド (コネチカット州)にあるヒレル・アカデミーの開発部長を務めた。
2003年、彼はイェシーバー(Yeshivat Yesodei HaTorah)の学長になった。ラビであるウォリッキは2015年にCJCUCの副理事長に就任するも、2019年に退任した。
2015年9月のタイムズ・オブ・イスラエル記事で、ウォリッキはラビのシロモ・リスキン（CJCUCの創設者）による賞賛の日という世界規模の異宗教間構想に強い支持を明言して、超正統派のユダヤ教団による「異国砲火(foreign fire)」との主張を退け、この構想に関して「不快感は理解できるが、だからと言って不快で新しいものを禁止すると我々が断ずるわけにもいかない」と評した。

### ベツレヘム祝福会
2016年9月、ウォリッキはスーフォールズ (サウスダコタ州)での音楽祭 (LifeLight Music Festival) にて「ベツレヘム祝福会」というCJCUCのファンドレイジング構想に着手し、ベツレヘムで迫害されたキリスト教徒に食物を提供する計画を立案した。 

## 著作
- Cup of Salvation (ユダヤ教とキリスト教の理解と協力のためのセンター, Gefen Publishing, 2017) ISBN 978-9652299352

## 私生活
1994年、ウォリッキはイスラエルへの移民を成し遂げた。ウォリッキは、妻や子供8人と一緒にベト・シェメシュで暮らしている。